# تل الشريعة

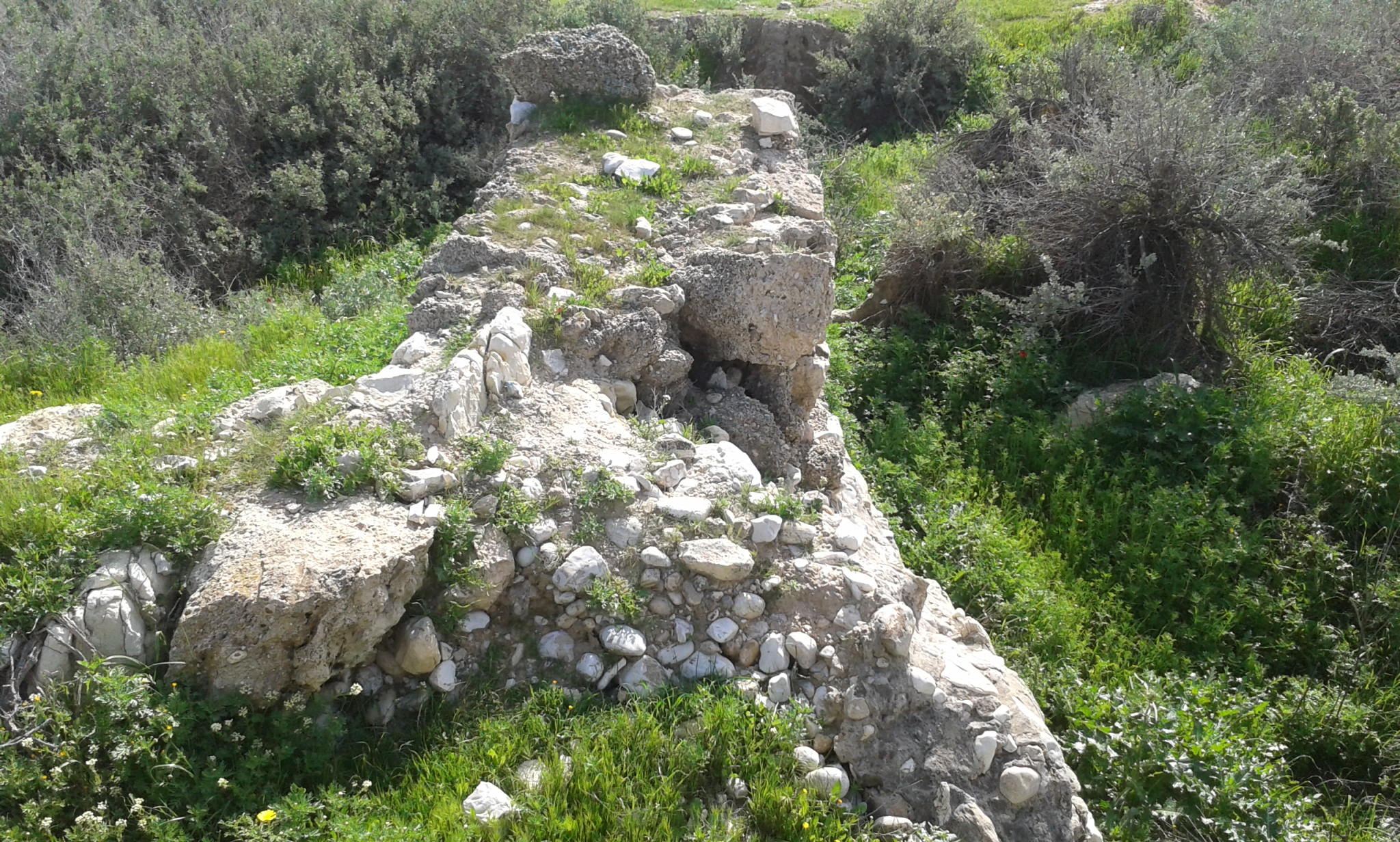
الحفريات الأثرية في الجانب الشمالي الشرقي من التل (أُجرِيَت حفريّات مماثلة في الجانب الجنوبي الغربي منه)

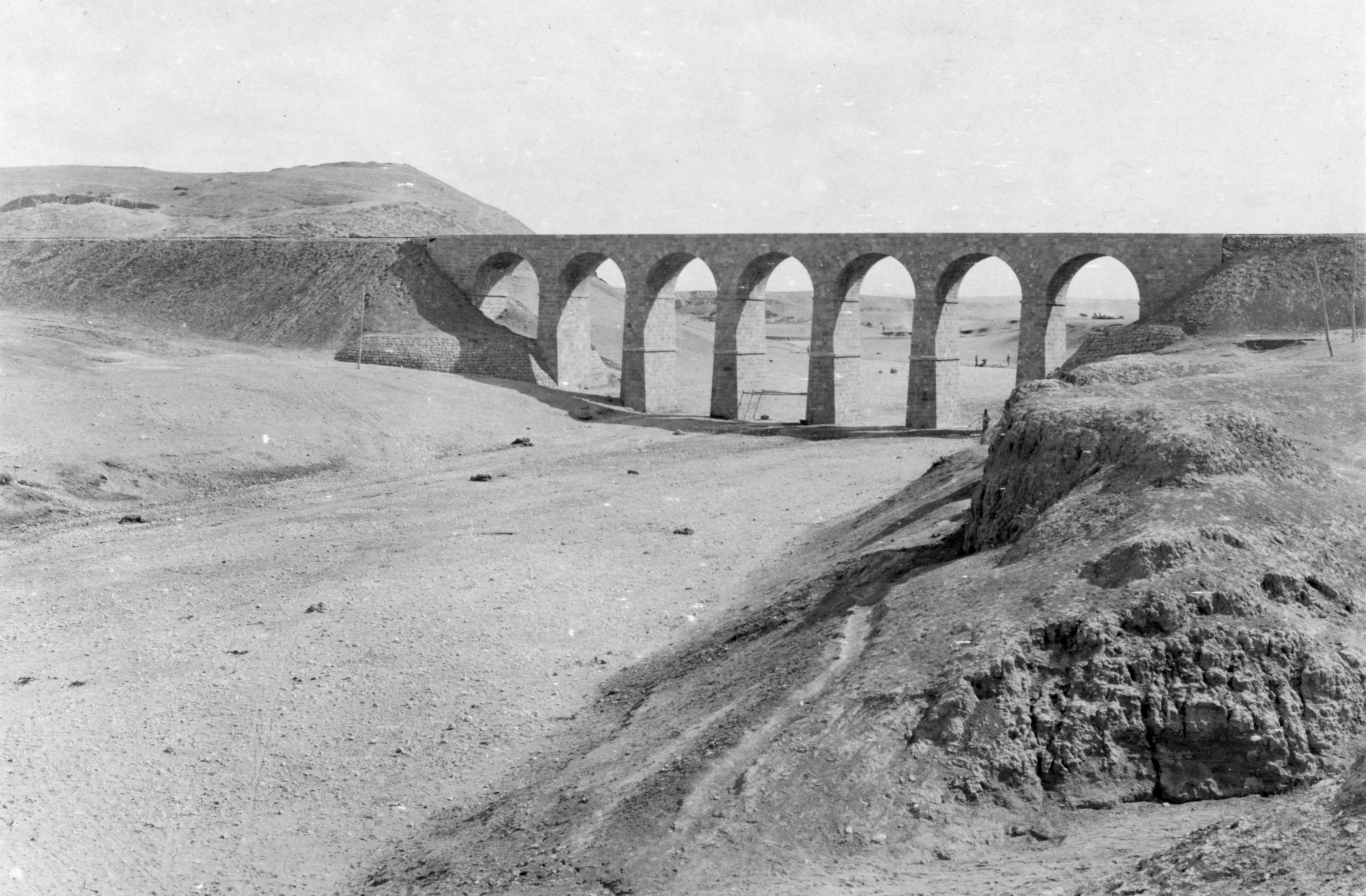
جسر السكة الحديد فوق وادي الشريعة قريبًا من تل الشريعة. صورة من عام 1917

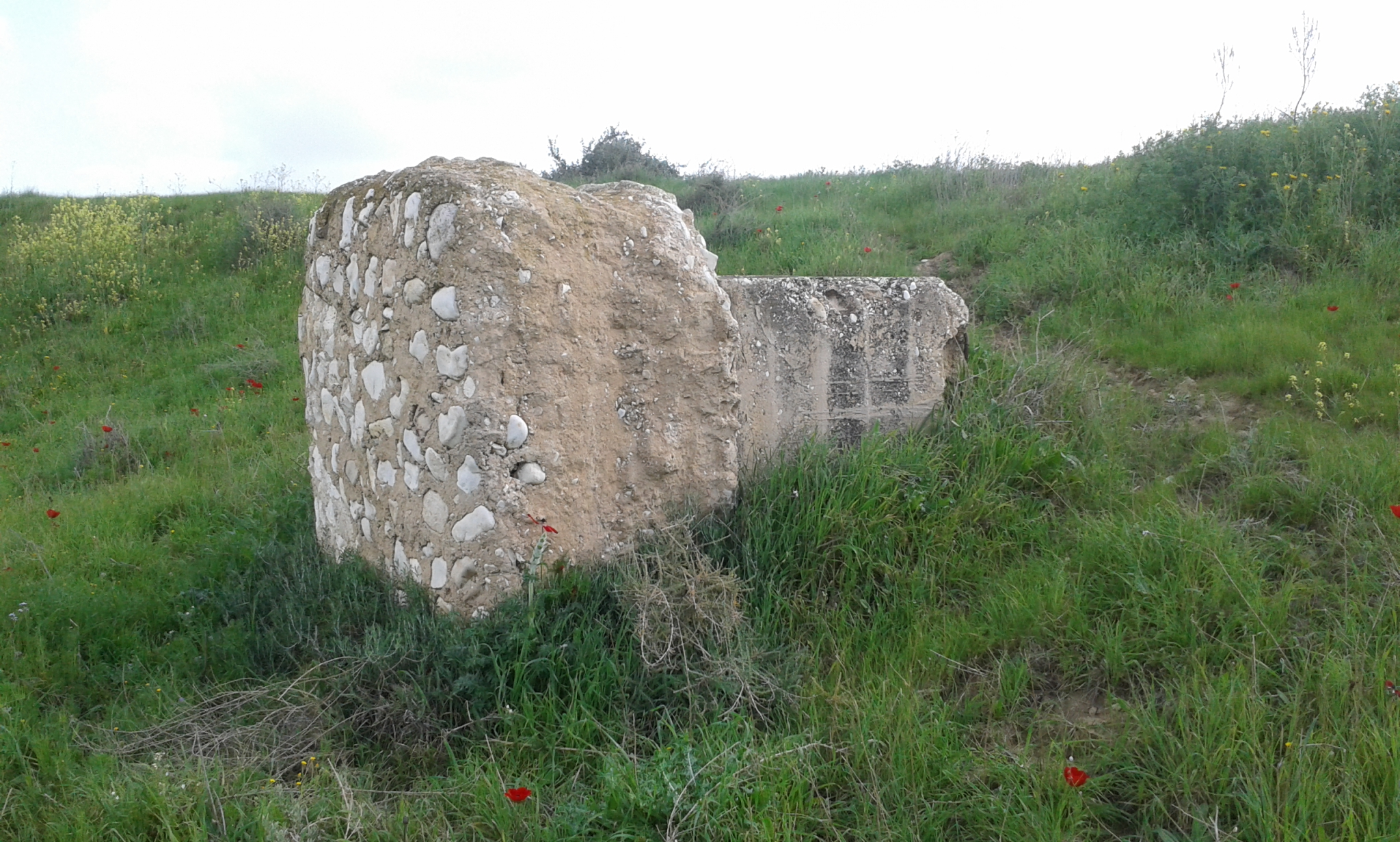
إحدى قواعد أعمدة الجسر. موجودة على الضفة الجنوبية من وادي الشريعة

تل الشريعة (بالعبرية: תל שֶׁרַע "تل سيراع") هو تل كبير في شمال النقب، على الضفة الشمالية لوادي الشريعة (وادى الشلاله)، جنوب شرق نتيفوت بالقرب من شمال غرب مدينه بئر السبع ويبعد عنها مسافه 17 كيلومترًا، و يقع غرب مدينه رهط البدوية، ويبعد عنها 7 كيلومترات.
كان تل الشريعة من أهم نقاط الدفاع التركية عن جنوب فلسطين ضد الجيش البريطانى القادم من مصر خلال الحرب العالمية الأولى سنه 1917. ترتفع التلّة على تل من الكركار، ويبلغ ارتفاعها 169 مترًا، وتبلغ مساحتها حوالي 20 دونمًا. تل الشريعة مُخدَّد بالعديد من المنحدرات الشديدة، وتنبُع بينه وبين تل أبو هريرة ينابيع عذبة كثيرة، شرب منها البدو قديمًا.

## تحديد هوية الموقع
كان تحديد الموقع موضع جدالٍ بين علماء الآثار،فقد اقترح أولبرايت تحديد الموقع على أنّه بقايا مدينة حورمة، بينما اقترح علماء آخرون أن تكون آثار جرار، أو جت فيلاشيتيم. بينما ذهب بنيامين مازار ويوحنان أهاروني وعلماء آثار آخرون إلى أنّ هذا التلّ هو بقايا مدينة صِقْلَغ التوراتية المذكورة في سفر يشوع (إصحاح 19، آية 5)، هذا التشخيص، الذي تم إجراؤه على أساس اعتبارات تاريخية وجغرافية، تم دعمه لاحقًا من خلال الاكتشاف الأثري الذي عُثِر عليه خلال الحفريات في الموقع، والذي تضمن الخزف الفلسطيني.

## الحفريات الأثرية
أجرى الحفريات الأثرية في الموقع قسم الآثار في جامعة بن جوريون برئاسة أ. أورين وبمعاونة جمعية استكشاف أرض إسرائيل وآثارها. أجريت الحفريات خلال ستة مواسم حفريات متتالية بين الأعوام 1972-1979. تم حفر 13 طبقة أثرية في الموقع وعُثِر على تتابُع استيطاني من العصر النحاسي إلى العصر البيزنطي. تشمل المكتشفات في الموقع العديد من المباني، مثل صوامع تخزين الحبوب من الفترة الفارسية، وقصر -يُعتَقَدُ أن القصر من عهد الملك آسا ملك يهوذا-، ومبنى كبير من العصر الروماني. توجد على قمة التل مقبرة إسلامية.

## التل خلالالحرب العالمية الأولى
بُنِيَت خلال الحرب العالمية الأولى معسكراتٌ للجيش العثماني في محيط التل كجزء من الاستعدادات لإيقاف تقدُّم القوات البريطانية. مر خط السكة الحديدية من وادي الصرار (ناحال سوريك) إلى القسيمة عبر سفح التل، ولهذا الغرض حُفِرَ خندق مائي غرب التل، وبُنيَ جسر مُكوَّن من سبعة أقواس فوق وادي الشريعة. بنى الأتراك جنوبيّ ضفة الوادي محطة قطار تخدم القوات. أثناء انسحابهم، نسف الأتراك جزءًا من الجسر، لكن البريطانيين أعادوا ترميمه واستمروا في استخدامه. فيما بعد تم تحويل خط القطار المتجه إلى بئر السبع باتجاه الشرق وهُجِرَ الموقع.
منذ عام 2016 يتعذَّرُ الوصول إلى مجرى الوادي بسبب الغطاء النباتي الكثيف، ومن العسير البحث عن بقايا الجسر. يُمكن حتى اليوم رؤية السواتر الترابية على جانبي الوادي بالإضافة إلى الخندق. على الضفة الجنوبية للوادي توجد آثار متعلقة بالجسر ومحطة القطار.

## قراءات إضافية
- أ. أُورِن، "تل شرع"، ضمن: أفرايم شتيرن (محرِّر)، الموسوعة الجديدة للحفريات الأثرية في أرض إسرائيل، القدس: جمعية استكشاف أرض إسرائيل وآثارها، 1992، ص 1563-1570. (بالعبرية).
- א' אורן, שרע-תל, האנציקלופדיה החדשה לחפירות ארכאולוגיות בארץ ישראל, ירושלים: החברה לחקירת ארץ ישראל ועתיקותיה, 1992, עמ' 1563–1570.